# Caroline Bos

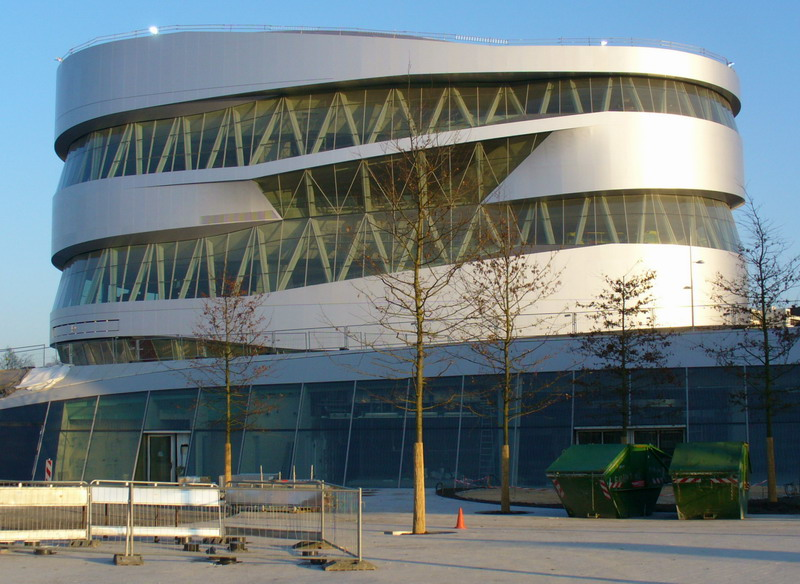
Museu Mercedes-Benz a Stuttgart.

Caroline Bos (Rotterdam, Països Baixos, 1959) és una arquitecta holandesa cofundadora de l'estudi d'arquitectura UNStudio amb seus a Amsterdam, Xangai i Hong Kong. Historiadora de l'art, periodista i màster en planificació urbana i regional, proposa una aproximació innovadora teòrica i crítica als projectes del seu estudi. Els seus dibuixos i maquetes són exhibides en museus com el MoMA de Nova York.

## Biografia
Caroline Bos va néixer en Rotterdam en 1959. Va estudiar lleis finalitzant els seus estudis en 1970. Els seus primers treballs van ser en la redacció de publicacions com Forum (1985-1986) i Diagram Works (1988). Va conèixer a Ben van Berkel, que es dedicava al disseny gràfic i van decidir mudar-se a Londres. Posteriorment es va graduar en història de l'art en el Birkbeck College de Londres.
La formació en planificació urbana i regional de Bos aporta l'abordatge que l'estudi denomina planejament profund que considera el veïnat i l'entorn quan es dissenya un nou edifici. Ells estan en contra de la vella idea del mestre constructor que gargoteja dibuixos. Expliquen que si s'està construint un edifici, s'és una petita part del procés complet. Després dels 50 anys, Bos es va graduar en el Mestratge Planejament Regional i Urbà a la Universitat d'Utrecht.
A títol personal, Bos ha impartit classes en diverses institucions com l'Acadèmia d'Arquitectura d'Arnhem, la Universitat de Liverpool, la Universitat Tecnològica de Viena i l'Institut Berlage d'Amsterdam. Juntament amb Ben van Berkel ha estat professora visitant a la Universitat de Princeton.

## Trajectòria
En 1988, va formar juntament amb van Berkel l'estudi Berkel & Bos Architectuurbureau a Amsterdam. En 1998 el nom de l'estudi va ser modificat per l'actual de UNStudio, amb les tres primeres lletres en majúscules que es desglossen com United Network Studio. Al seu web es descriuen com una xarxa d'experts d'arquitectura, desenvolupament urbà i infraestructura. La decisió d'eliminar els noms propis té a veure amb la comprensió de Bos que l'arquitectura està relacionada amb la col·laboració. La seva contribució dins de l'estudi consisteix en l'aportació crítica a la producció interna de l'estudi proposant un enfocament analític. La modalitat de treball és a través de workshops interns on Bos estimula la conceptualització dels projectes. Ella assenyala que no té la mateixa perspectiva que els dissenyadors perquè mira les coses des d'un altre punt de vista.
En l'actualitat, l'estudi compta amb més de 150 treballadors procedents de disset països, havent completat al llarg de la seva existència entorn de 70 projectes. Després del seu divorci, Bos i van Berkel continuen treballant junts.
El primer projecte que van materialitzar es va tractar d'una obra d'infraestructura: el Pont Erasmus en Rotterdam, construït per facilitar els fluxos de trànsit. El disseny del pont va estar inspirat en el caràcter industrial de la ciutat. Es destaca com una fita dins del seu skyline.
Un altre projecte amb què es van destacar va ser la casa Möbius en Het Gooi, Holanda. Aquí s'apliquen els diagrames conceptuals que han caracteritzat al procés de disseny de l'estudi, ja que els permeten fugir de l'ús reiteratiu de tipologies arquitectòniques. L'organització formal i funcional de la casa està basada en una cinta de Möbius que reflecteix la manera en què la família viu.
També en el Museu de Mercedes-Benz que van construir a Stuttgart, Alemanya, la sofisticada geometria sintetitza l'organització estructural i programàtica. El programa de l'edifici està distribuït en superfícies que ascendeixen de forma espiralada des de l'atri central. Els recorreguts despleguen davant els visitants un viatge cronològic.

### Llistat d'obres
- Pont Erasmus, Rotterdam (Països Baixos) (1990 - 1995).
- Casa Möbius, Het Gooi (Països Baixos) (1993 - 1995).
- Centre de NMR de la Universitat d'Utrecht (1997).
- El complex d'oficines La Defense en Almere (1999-2004).
- Vila NM, Upstate Nova York, Estats Units (2000-2007).
- Museu Mercedes Benz, Stuttgart (Alemanya) (2002 - 2006).
- El Teatre Agora, en Lelystad (2002-2007).
- Grans magatzems Galleria, Seül (2003).
- Casa AM Weinberginfo a Stuttgart, Alemanya, (2008-2011).
- Hanjie Wanda Square a la Xina (2011).

## Premis i honors
- 1997 Membre honorable del Bund Deutscher Architekten.
- 2001 Nominació al Premi Mies van der Rohe.
- 2003 1822-Kunstpreis.
- 2005 Nominació al Premi Mies van der Rohe.
- 2005 Lighting Award Seül.
- 2006 Ingenieurbau-Preis.
- 2006 / 2007 Architect of the year, Holanda.
- 2008 Architekturpreis Beton.
- 2010 Award of Merit, AIA Nova York.
- 2011 RIBA International Awards.
- 2012 Professora Honoraria de la University of Melbourne.
- 2015 Concreti Award, Utility Builidngs.

## Publicacions
Juntament amb Ben van Berkel és coautora de diverses publicacions referents a l'obra del seu propi estudi: 
- Van Berkel, Ben; Bos, Caroline (1993). Delinquent Visionaries. 010 Uitgeverij. ISBN 9789064501968.
- Van Berkel, Ben; Bos, Caroline (1994). Mobile Forces. Ernst & Sohn. ISBN 3433024332.
- Van Berkel, Ben; Bos, Caroline (1999). Move. Idea Books. ISBN 9789076863719.
- Van Berkel, Ben; Bos, Caroline (2002). Unfold. NAi Publishers. ISBN 90-5662-261-7.
- Van Berkel, Ben; Bos, Caroline (2006). Design models. Architecture, urbanism, infraestructure. Niggli Verlag. ISBN 9783721205824.